# Mister Olympia 2015
El Mister Olympia 2015 fue la 51 edición de la competición de fisicoculturismo profesional, organizada por la Federación Internacional de Fisicoculturismo.

## Evento
El Olympia se llevó a cabó entre el 17 y 20 de septiembre de 2015, en el Área metropolitana de Las Vegas, Estados Unidos. Además de la categoría de mayores, también se celebraron otras categorías como la 212, Men's Physique, entre otras.

## Ganador
En este certamen clasificaron 5 competidores a las instancias finales, entre ellos, Mamdouh Elssbiay, Dennis Wolf, Dexter Jackson, Shawn Rhoden y el campeón estadounidense Phil Heath. De los cinco, solo Jackson y Heath llegaron a la final, según el criterio de los jurados; finalmente, Heath ganó a Jackson después de obtener mejores resultados, lo que le valió para coronarse como el Mister Olympia 2015. Con esta victoria Heath obtuvo su quinta corona de forma consecutiva como el mejor del mundo.
Heath obtuvo 11 puntos en la sumatoria fianl: 5 (judging) y 6 (finals), seguido de Dexter Jackson con 26 puntos y el jamaicano Shawn Rhoden con 27.
El ganador se llevó el trofeo como mejor fisicoculturista del mundo y un cheque por de 400 mil dólares.
| Posiciones | Culturista       | Premio    | Puntaje |
| ---------- | ---------------- | --------- | ------- |
| 1          | Phil Heath       | $ 400 000 | 11      |
| 2          | Dexter Jackson   | $ 150 000 | 26      |
| 3          | Shawn Rhoden     | $ 100 000 | 27      |
| 4          | Dennis Wolf      | $ 55 000  | 33      |
| 5          | Mamdouh Elssbiay | $ 45 000  | 54      |

Nota: La lista completa puede consultarse en las referencias.